# Macqueville
Macqueville est une commune du Sud-Ouest de la France située dans le département de la Charente-Maritime (région Nouvelle-Aquitaine).
Ses habitants sont appelés les Macquevillois et les Macquevilloises.

## Géographie

### Localisation et accès
Macqueville est située au sud-est de la Charente-Maritime.
Elle est située près de la D 939 qui va de Matha à Rouillac et desservie par trois routes départementales, dont la D 124.

### Hameaux et lieux-dits
Les habitants sont dispersés dans 10 hameaux et lieux-dits.

### Communes limitrophes
|                          | Siecq                          |                       |
| Ballans                  | Macqueville                    | Neuvicq-le-Château    |
| Sainte-Sévère (Charente) | Houlette (sur 50 m) (Charente) | Courbillac (Charente) |

### Géologie et relief
Cette zone calcaire jurassique, qui date du  Tithonien (anciennement nommé étage Portlandien), à la limite des terrains du Jurassique supérieur et du Crétacé inférieur (étage Berriasien) présente des affleurements de marnes et d'argiles.
C'est une zone au relief peu accentué qui fait partie du bassin versant du fleuve Charente.

### Climat
Le climat est océanique aquitain.

## Toponymie
L'origine du nom de Macqueville remonterait à un nom de personne germanique auquel est apposé l'appellatif -ville[réf. nécessaire]. Les noms en -ville dans les Charentes, fréquents entre Barbezieux et Châteauneuf, seraient issus des implantations franques après le VIe siècle en Aquitaine, comme au sud-est de Toulouse.

## Histoire

### Moyen Âge
C'est avant 1120 que les chanoines d’Angoulême confient à Raoul Charel l’administration de leur terre de Macqueville.
Le libellé  du document nous indique un logis et son clos, et comme production, du vin, du blé, du mil, des panais, des gesses, des lentilles, ainsi que du chanvre et du lin.
L'état des paroisses de 1686 nous apprend que la paroisse du Macqueville a pour seigneur monsieur de Montespan, comporte 80 feux et que la terre y est bonne pour les grains et le vin.

## Administration

### Liste des maires
| Période                                  | Période  | Identité            | Étiquette | Qualité  |
| ---------------------------------------- | -------- | ------------------- | --------- | -------- |
| 2001                                     | 2008     | Franck Charpentier  |           |          |
| 2008                                     | En cours | Christian Gratereau |           | Retraité |
| Les données manquantes sont à compléter. |          |                     |           |          |

## Démographie

### Évolution démographique
L'évolution du nombre d'habitants est connue à travers les recensements de la population effectués dans la commune depuis 1793. Pour les communes de moins de 10 000 habitants, une enquête de recensement portant sur toute la population est réalisée tous les cinq ans, les populations de référence des années intermédiaires étant quant à elles estimées par interpolation ou extrapolation. Pour la commune, le premier recensement exhaustif entrant dans le cadre du nouveau dispositif a été réalisé en 2005.

En 2022, la commune comptait 296 habitants, en évolution de +1,72 % par rapport à 2016 (Charente-Maritime : +4,04 %, France hors Mayotte : +2,11 %).
| 1793 | 1800 | 1806 | 1821 | 1831 | 1836 | 1841 | 1846 | 1851 |
| ---- | ---- | ---- | ---- | ---- | ---- | ---- | ---- | ---- |
| 606  | 680  | 686  | 658  | 728  | 766  | 754  | 751  | 735  |

| 1856 | 1861 | 1866 | 1872 | 1876 | 1881 | 1886 | 1891 | 1896 |
| ---- | ---- | ---- | ---- | ---- | ---- | ---- | ---- | ---- |
| 727  | 744  | 752  | 731  | 713  | 703  | 636  | 627  | 624  |

| 1901 | 1906 | 1911 | 1921 | 1926 | 1931 | 1936 | 1946 | 1954 |
| ---- | ---- | ---- | ---- | ---- | ---- | ---- | ---- | ---- |
| 616  | 605  | 546  | 511  | 524  | 518  | 514  | 477  | 434  |

| 1962 | 1968 | 1975 | 1982 | 1990 | 1999 | 2005 | 2006 | 2010 |
| ---- | ---- | ---- | ---- | ---- | ---- | ---- | ---- | ---- |
| 448  | 421  | 356  | 305  | 276  | 294  | 297  | 297  | 296  |

| 2015 | 2020 | 2022 | - | - | - | - | - | - |
| ---- | ---- | ---- | - | - | - | - | - | - |
| 290  | 291  | 296  | - | - | - | - | - | - |

La population a diminué de plus de moitié (57 %) entre 1800 et 2000. Cette baisse a commencé avec un exode rural à la suite de la crise du phylloxera, elle s'est accentuée avec la guerre de 1914 (le monument aux morts porte 20 noms) puis a repris avec à nouveau un exode rural durant toute la deuxième moitié du XXe siècle.

### Intercommunalité
Macqueville fait partie de la communauté de communes du Pays de Matha qui regroupe les 25 communes du canton de Matha. Ce canton pour 4,21 % de la superficie du département de la Charente-Maritime ne représente que 1,64 % de sa population.
Le régime fiscal est celui de la fiscalité additionnelle.

## Urbanisme

### Typologie
Au 1er janvier 2024, Macqueville est catégorisée commune rurale à habitat dispersé, selon la nouvelle grille communale de densité à 7 niveaux définie par l'Insee en 2022.
Elle est située hors unité urbaine et hors attraction des villes,.

### Occupation des sols
L'occupation des sols de la commune, telle qu'elle ressort de la base de données européenne d’occupation biophysique des sols Corine Land Cover (CLC), est marquée par l'importance des territoires agricoles (95,9 % en 2018), une proportion sensiblement équivalente à celle de 1990 (96 %). La répartition détaillée en 2018 est la suivante : 
terres arables (39,7 %), cultures permanentes (34 %), zones agricoles hétérogènes (22,2 %), zones urbanisées (2,6 %), forêts (1,5 %). L'évolution de l’occupation des sols de la commune et de ses infrastructures peut être observée sur les différentes représentations cartographiques du territoire : la carte de Cassini (XVIIIe siècle), la carte d'état-major (1820-1866) et les cartes ou photos aériennes de l'IGN pour la période actuelle (1950 à aujourd'hui).

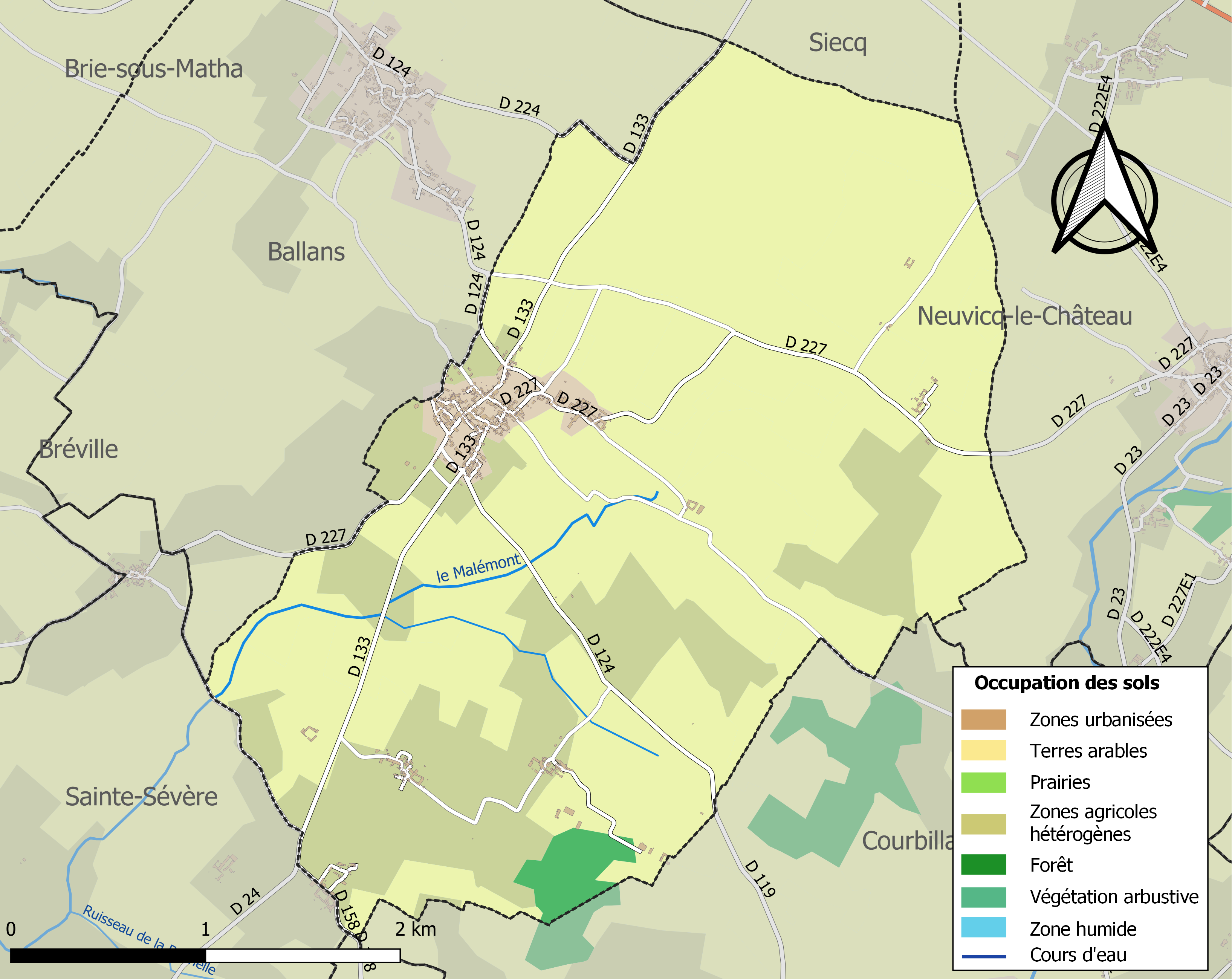
Carte des infrastructures et de l'occupation des sols de la commune en 2018 (CLC).

### Risques majeurs
Le territoire de la commune de Macqueville est vulnérable à différents aléas naturels : météorologiques (tempête, orage, neige, grand froid, canicule ou sécheresse), inondations, mouvements de terrains et séisme (sismicité modérée). Il est également exposé à un risque technologique,  le transport de matières dangereuses. Un site publié par le BRGM permet d'évaluer simplement et rapidement les risques d'un bien localisé soit par son adresse soit par le numéro de sa parcelle.

#### Risques naturels
Certaines parties du territoire communal sont susceptibles d’être affectées par le risque d’inondation par débordement de cours d'eau. La commune a été reconnue en état de catastrophe naturelle au titre des dommages causés par les inondations et coulées de boue survenues en 1982, 1999 et 2010,.

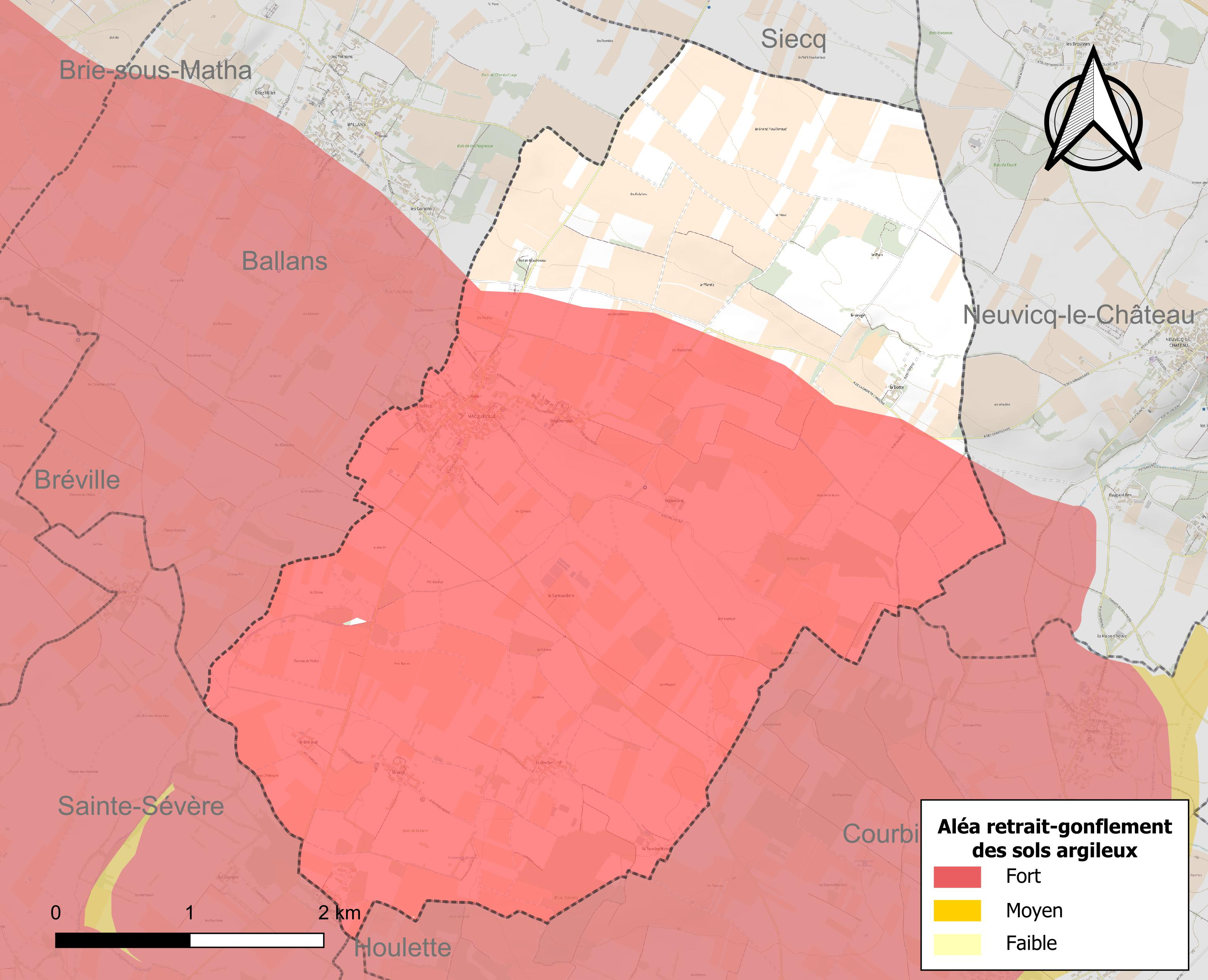
Carte des zones d'aléa retrait-gonflement des sols argileux de Macqueville.

Les mouvements de terrains susceptibles de se produire sur la commune sont des tassements différentiels.
Le retrait-gonflement des sols argileux est susceptible d'engendrer des dommages importants aux bâtiments en cas d’alternance de périodes de sécheresse et de pluie. 72 % de la superficie communale est en aléa moyen ou fort (54,2 % au niveau départemental et 48,5 % au niveau national). Sur les 193 bâtiments dénombrés sur la commune en 2019,  184 sont en aléa moyen ou fort, soit 95 %, à comparer aux 57 % au niveau départemental et 54 % au niveau national. Une cartographie de l'exposition du territoire national au retrait gonflement des sols argileux est disponible sur le site du BRGM,.
Par ailleurs, afin de mieux appréhender le risque d’affaissement de terrain, l'inventaire national des cavités souterraines permet de localiser celles situées sur la commune.
Concernant les mouvements de terrains, la commune a été reconnue en état de catastrophe naturelle au titre des dommages causés par la sécheresse en 2003, 2005 et 2011 et par des mouvements de terrain en 1999 et 2010.

#### Risques technologiques
Le risque de transport de matières dangereuses sur la commune est lié à sa traversée par une ou des infrastructures routières ou ferroviaires importantes ou la présence d'une canalisation de transport d'hydrocarbures. Un accident se produisant sur de telles infrastructures est susceptible d’avoir des effets graves sur les biens, les personnes ou l'environnement, selon la nature du matériau transporté. Des dispositions d’urbanisme peuvent être préconisées en conséquence.

## Économie et emploi
D'après le recensement de 1999, il y a 99 actifs dont 66 sont salariés et 33 non salariés.
L'activité est totalement liée à la viticulture dans cette commune des Fins Bois de la région délimitée du cognac.
Présence d'un gîte rural.
La commune compte un multiple rural, une boucherie-charcuterie et un salon de coiffure.
Elle a aussi un parc à thème, le Cep enchanté, le premier parc à thème viticole en Europe, qui s'est ouvert à une toute nouvelle activité depuis mai 2010 le Swin golf.

## Enseignement
L'école est un regroupement pédagogique intercommunal entre Ballans, Macqueville et Neuvicq.
L'école primaire reçoit 82 enfants.

## Vie locale

### Associations
La commune a un twirling club, l'ACCA, une Cie de tir à l'arc et une société de chasse.

### Marché
Un marché nocturne a lieu chaque année le deuxième samedi de juin, avec de nombreux exposants et animations.

## Lieux et monuments

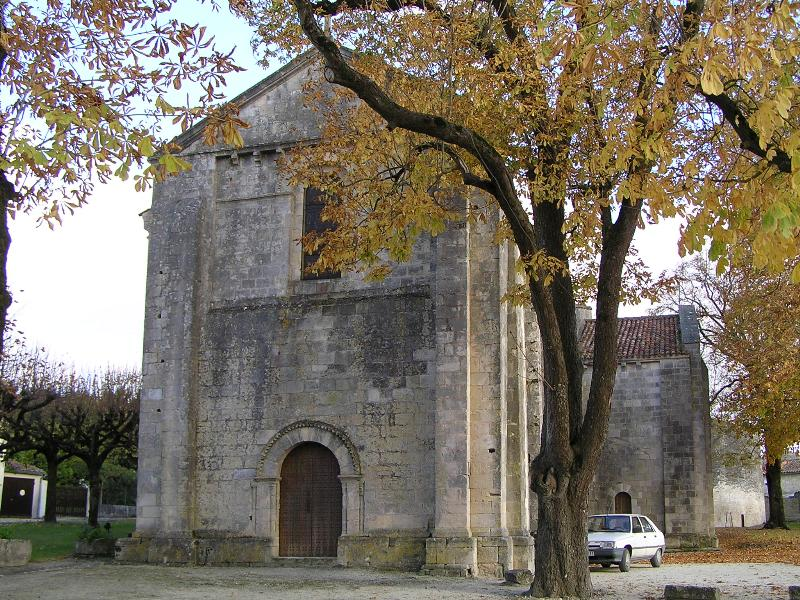
Église de Macqueville.

- L'église Saint-Étienne est une église romane du XIIe siècle classée monument historique, très étonnante avec sa porte latérale à quatre voussures et son clocher inachevé doté d'une absidiole.
- Le château Bourg-Chareau devenu château Bouchereau, fief du seigneur de Macqueville, qui a donné son nom au village. Il date du XIIe siècle puis a été remanié aux XVe siècle, XVIe siècle puis au XVIIIe siècle. Il est inscrit par arrêté du 14 avril 1997. La partie ouest est le vestige d'un ancien donjon du XIIe siècle ce qui en fait un logis d'origine romane. Les échauguettes d'angle datent de la fin du XVIe siècle.
- Le logis de Fonbedouère qui était à l’origine un arrière-fief.

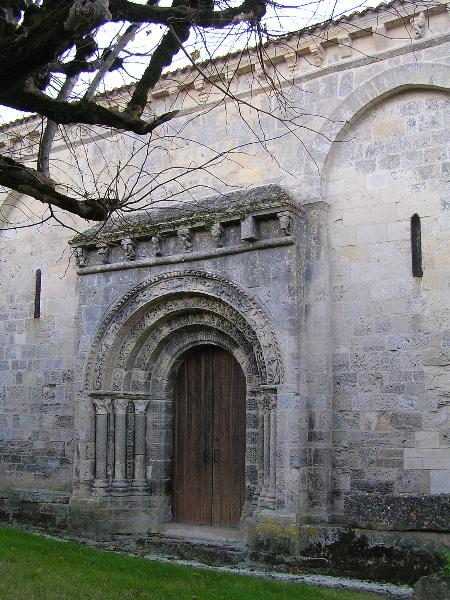
Le porche latéral de l'église.
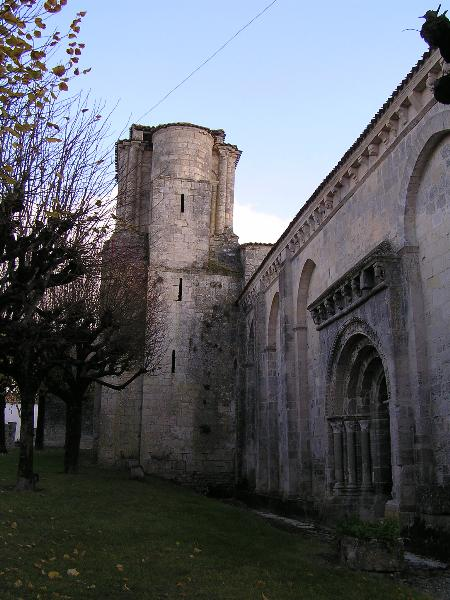
Le clocher.
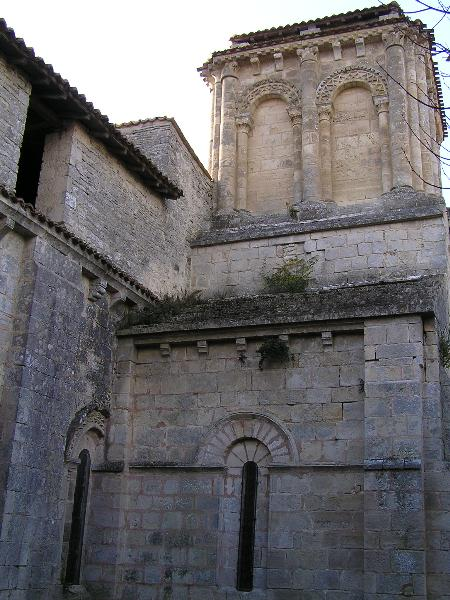
Le clocher vu par l'autre côté.

Et dans tout le village, de très beaux porches charentais. Un circuit pédestre de 10 km passe devant l'église.